# L'Islet (ancienne circonscription fédérale)
Pour les articles homonymes, voir L'Islet.
L'Islet fut une circonscription électorale fédérale de Chaudière-Appalaches au Québec, représentée de 1867 à 1935.
C'est l'Acte de l'Amérique du Nord britannique de 1867 qui créa ce qui fut appelé le district électoral de L'Islet. Abolie en 1933, la circonscription fut fusionnée à Kamouraska et Montmagny—L'Islet.

## Géographie
En 1867, la circonscription de L'Islet comprenait:
- Les paroisses de L'Islet, Saint-Cyrille, Saint-Roch et Saint-Jean
- Les cantons d'Arago, Lessard, Fournier, Ashford, Garneau, Casgrain, LaFontaine, Dionne et Leverrier

## Députés
1. 1867-1872 — Barthélémy Pouliot, Conservateur
2. 1872-1891 — Philippe Baby Casgrain, Libéral
3. 1891-1893 — Louis-Georges Desjardins, Conservateur
4. 1893¹-1896 — Joseph-Israël Tarte, Indépendant
5. 1896-1901 — Arthur Miville Déchêne, Libéral
6. 1902¹-1908 — Onésiphore Carbonneau, Libéral
7. 1908-1917 — Eugène Paquet, Conservateur
8. 1917-1935 — Joseph-Fernand Fafard, Libéral

¹ = Élections partielles